# Vriesea gladioliflora
Vriesea gladioliflora är en gräsväxtart som först beskrevs av Hermann Wendland, och fick sitt nu gällande namn av Franz Antoine. Vriesea gladioliflora ingår i släktet Vriesea och familjen Bromeliaceae. Inga underarter finns listade i Catalogue of Life.